# Maximilian Entrup
Maximilian „Max“ Entrup (* 25. Juli 1997 in Wien) ist ein österreichischer Fußballspieler. Er steht beim LASK unter Vertrag.

## Karriere

### Verein
Entrup begann seine Vereinskarriere als Fußballspieler im Herbst 2002 im Nachwuchsbereich des SV Großebersdorf. Von diesem wechselte er 2004 weiter zum SC Enzersfeld/W. und nach abermals zwei Jahre weiter zur Jugendabteilung des First Vienna FC. Dort war er bis zur U-13/U-14 aktiv und wechselte in weiterer Folge im Sommer 2009 zur U-13-Mannschaft des österreichischen Bundesligisten FK Austria Wien, mit der er bereits in seiner ersten Saison Vizemeister wurde. Nebenbei absolvierte er in der Saison 2009/10 erste Einsätze im U-14-Kader, für den er nicht minder torgefährlich in Erscheinung trat und am Saisonende die Meisterschaft gewann. In der darauffolgenden Spielzeit war er bereits Stammspieler des U-14-Teams, für das er in 16 Ligapartien 13 Tore erzielte und mit dem er Vizemeister wurde. Nach einer kurzen Zwischenstation bei der Vienna im Jahre 2012 schloss er sich noch im Sommer desselben Jahres der Nachwuchsabteilung des Floridsdorfer AC an. Für die U-16-Mannschaft des Klubs absolvierte er 18 von 22 möglich gewesenen Ligaspiele und war mit 18 Treffern der torgefährlichste Spieler seiner Mannschaft in der Saison 2012/13. Noch in derselben Spielzeit wurde er in die U-18-Mannschaft hochgeholt, für die der damals 16-Jährige zu seinen ersten Torerfolgen kam. 2013/14 arbeitete Entrup noch am Durchbruch, kam in der U-18-Liga des WFV in 17 Meisterschaftspartien zum Einsatz, erzielte hierbei neun Tore und schloss die Saison mit dem Team als Meister ab. Die Titelverteidigung gelang 2014/15, als er es auf 21 Tore bei 19 Einsätzen gebracht hatte. Dabei fiel er vor allem im Frühjahr 2015 auf, als er bei elf Meisterschaftsspielen 18 Tore beisteuerte.
Durch diese Erfolge wurde er noch im Sommer 2015 in die zweite Mannschaft mit Spielbetrieb in der sechstklassigen Oberliga B und bald darauf auch ins Profiteam in der zweitklassigen Ersten Liga hochgeholt. Bei seinem Debüt im Erwachsenenbereich, einem 3:1-Heimsieg über den SC Columbia Floridsdorf, erzielte er am 30. August 2015 alle drei Treffer seines Teams. Bis zur Winterpause hatte er es auf 19 Tore bei gerade einmal zwölf Ligaeinsätzen gebracht. Sein Profidebüt gab er noch vor der Winterpause, am 17. Spieltag 2015/16, gegen den FC Liefering. Sein erstes Tor erzielte er am 22. Spieltag gegen den SC Austria Lustenau, als er zum zwischenzeitlichen 1:0 einnetzte.
Zur Saison 2016/17 wechselte er zum Bundesligisten SK Rapid Wien, bei dem er einen bis Juni 2019 gültigen Vertrag erhielt. Sein Debüt in der Bundesliga gab er am zweiten Spieltag gegen den SCR Altach, als er in Minute 77 für Srđan Grahovac eingewechselt wurde.
Im Jänner 2017 wurde er an den Ligakonkurrenten SKN St. Pölten verliehen. Nach der Saison 2017/18 wurde sein Vertrag bei Rapid aufgelöst.
Im September 2018 wechselte Entrup zum Zweitligisten SV Lafnitz. Nach 29 Zweitligaeinsätzen für die Steierer wechselte er im Jänner 2020 zum Regionalligisten FCM Traiskirchen. In zwei Jahren in Traiskirchen kam der Angreifer zu 15 Regionalligaeinsätzen, in denen er acht Tore erzielte. Im Jänner 2022 wechselte er innerhalb der Ostliga zum FC Marchfeld Donauauen. In Mannsdorf kam er zu 37 Regionalligaeinsätzen und erzielte dabei 31 Tore.
Zur Saison 2023/24 wechselte Entrup zum Bundesligisten TSV Hartberg, bei dem er einen bis Juni 2024 laufenden Vertrag erhielt. Insgesamt kam er zu 24 Bundesligaeinsätzen für die Steirer, in denen er zwölf Tore erzielte. Damit beendete er die Spielzeit als drittbester Torschütze der Liga. Zur Saison 2024/25 wechselte er zum Ligakonkurrenten LASK, bei dem er einen bis 2029 laufenden Vertrag erhielt.

### Nationalmannschaft
Entrup absolvierte im Mai 2016 ein Spiel für die österreichische U-19-Auswahl. Im November 2023 wurde er erstmals für die A-Nationalmannschaft nominiert.
Entrup gab dann am 21. November 2023 beim 2:0-Sieg im Testspiel im Wiener Ernst-Happel-Stadion gegen Deutschland sein Debüt für das österreichische Nationalteam. Bei seinem zweiten Einsatz im folgenden März erzielte er das Tor zum 6:1-Endstand gegen die Türkei. Im Mai 2024 wurde er in den vorläufigen Kader Österreichs für die EM 2024 berufen und schaffte es schlussendlich auch in den endgültigen Kader.

## Kontroversen mit Rapid-Fans
Da Entrup in seiner Jugend beim FK Austria Wien, dem Rivalen des SK Rapid Wien, aktiv war und auch dessen Fanclub „Inferno“ angehörte, wurde er mehrmals von den eigenen Fans angegriffen. Am ersten Spieltag, an dem Max Entrup gegen die SV Ried auf der Bank saß, wurde von den Rapid-Fans ein Spruchband enthüllt, auf dem zu lesen war: M. Entrup – Die Grüne Hölle wird für dich zum Inferno! Anfang August 2016 sendete die Ultra-Gruppierung Lords Rapid an alle österreichischen Profiklubs eine Mail, in der gebeten wurde, Entrup noch vor dem Wiener Derby zu verpflichten, da er eine Abneigung gegen Rapid habe. Im selben Monat wurde er im Rückspiel des Europa-League-Qualifikationsspiels gegen Tarpeda Schodsina von den eigenen Fans mit einem Knallkörper beschossen. Im ersten Wiener Derby der Saison 2016/17, in dem Entrup in der Nachspielzeit eingewechselt wurde, waren erneut Spruchbänder zu sehen, auf denen unter anderem Kaufn wü di kana, trotzdem bist a Austriana oder Entrup keiner von uns stand. Die aktive Fanszene der Austria konterte mit dem Spruchband Max Entrup: Violetter Nachwuchs-Ultra als grün-weiße Stürmerhoffnung?

## Privates
Nach sechs Semestern schloss Entrup im Herbst 2023 seine Studien an der Bundessportakademie mit einem Sportlehrer-Diplom ab.